# AbdolReza Tavasoli Khah
AbdolReza Tavasoli Khah (n. 19 martie 1979, Teheran, Iran) este un trăgător de tir ce a reprezentat Iran. A participat la competiții asociate Jocurilor Olimpice în care a câștigat o medalie de aur.

## Participări
Lista de mai jos prezintă principalele competiții la care a participat AbdolReza Tavasoli Khah de-a lungul carierei.
- 2017 World Cup[*][2]